# Clase Ary Rongel
El NApOc Ary Rongel (H-44), ex Polar Queen, es un buque de apoyo oceanográfico de la Armada de Brasil. 

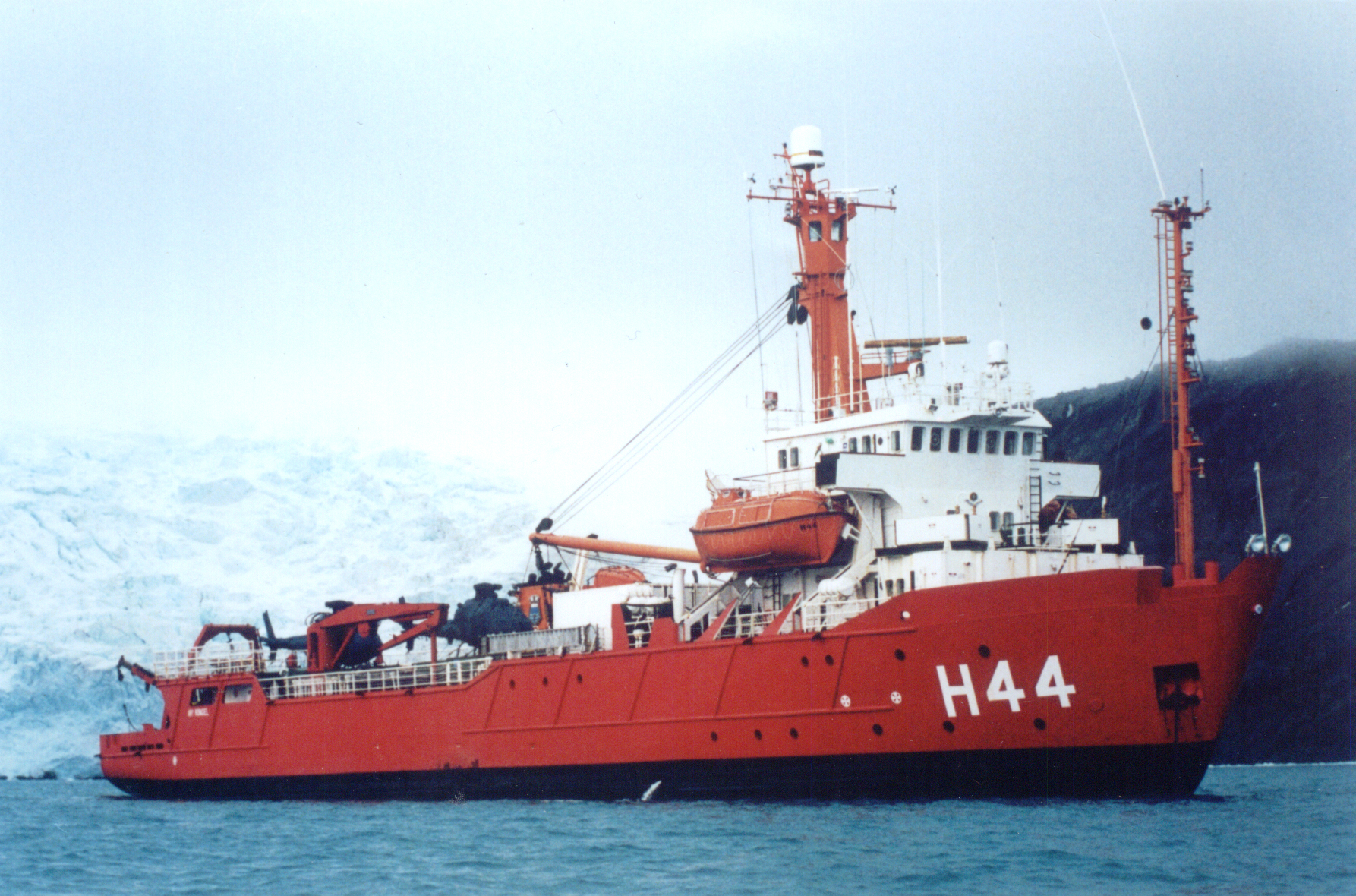
Navío de Apoyo Oceanográfico Ary Rongel

Su principal misión es brindar apoyo logístico a la Estación antártica Comandante Ferraz (EACF) y a los refugios y campamentos antárticos utilizados por PROANTAR. Al mismo tiempo, realiza la recolección de datos hidrográficos, oceanográficos y meteorológicos en apoyo de las actividades del Centro de Hidrografía Naval (CHM) y proyectos científicos desarrollados por PROANTAR.